# Finnischer Fußballpokal 1955
Der Finnische Fußballpokal 1955 (finnisch Suomen Cup 1955) war die erste Austragung des finnischen Pokalwettbewerbs. Er wurde vom finnischen Fußballverband ausgetragen. Das Finale fand am 20. November 1955 im Olympiastadion Helsinki statt. 
Pokalsieger wurde Haka Valkeakoski. Das Team setzte sich im Finale gegen den Zweitligisten Helsingin Palloseura mit 5:1 durch.
Alle Begegnungen wurden in einem Spiel ausgetragen. Bei unentschiedenem Ausgang wurde der Sieger durch Münzwurf ermittelt.

## Teilnehmende Teams
Teilnahmeberechtigt waren die Vereine der ersten und zweiten Liga, sowie die vier Aufsteiger aus der dritten Liga. Von den 34 Vereinen nahmen Vaasa IFK aus der ersten Liga, sowie  Warkauden Pallo -35 und Ilves-Kissat Tampere aus der zweiten Liga nicht teil.
| Veikkausliiga (9) | Ykkönen Ost (9) | Ykkönen West (9) | Maakuntasarja (4)                                                                    |
| --- | --- | --- | ------------------------------------------------------------------------------------ |
| - Haka Valkeakoski - HJK Helsinki - Kotkan Reipas - Kotkan Työväen Palloilijat - Kronohagens IF - Kuopion PS - Turun Pyrkivä - Turun Toverit - Vaasan PS | - Hämeenlinnan Pallokerho - Helsingin Pallo-Pojat - Helsingin Palloseura - Helsingfors IFK - Helsingin Ponnistus - Kajaanin Palloilijat - Kotkan Jäntevä - Kuopion Pallotoverit - Sudet Helsinki | - IF Drott - Gamlakarleby BK - Hangö IK - Jakobstads BK - Kokkolan Palloveikot - Oulun Työväen Palloilijat - Rauman Pallo - Tampereen Kisa-Toverit - Turku PS | - Iirot Rauma - Käpylän Urheilu-Veikot - Kokkolan Jymy - Lappeenrannan Pallo-Toverit |

## 1. Runde
|                             | Ergebnis  |                        |
| --------------------------- | --------- | ---------------------- |
| Kokkolan Palloveikot        | 2:7       | Vaasan PS              |
| Jakobstads BK               | 0:2       | Haka Valkeakoski       |
| Kuopion Pallotoverit        | 3:1       | Kajaanin Palloilijat   |
| IF Drott                    | 3:0       | Sudet Helsinki         |
| Gamlakarleby BK             | (M)3:3(M) | Kotkan Jäntevä         |
| Turku PS                    | 7:1       | Helsingin Ponnistus    |
| Tampereen Kisa-Toverit      | 1:3       | Helsingin Pallo-Pojat  |
| Iirot Rauma                 | 3:1       | Käpylän Urheilu-Veikot |
| Lappeenrannan Pallo-Toverit | 1:2       | Rauman Pallo           |
| Oulun Työväen Palloilijat   | (M)2:2(M) | Kuopion PS             |
| Helsingfors IFK             | 2:3       | Turun Pyrkivä          |
| Hämeenlinnan Pallokerho     | 2:3       | Turun Toverit          |
| Helsingin Palloseura        | 5:1       | Kotkan Reipas          |
| Hangö IK                    | 0:4       | Kronohagens IF         |
| Kotkan Työväen Palloilijat  | 0:4       | HJK Helsinki           |
| Kokkolan Jymy               | Freilos   |                        |

## 2. Runde
|                       | Ergebnis |                      |
| --------------------- | -------- | -------------------- |
| Rauman Pallo          | 3:4      | Iirot Rauma          |
| Turun Toverit         | 1:3      | Turku PS             |
| Gamlakarleby BK       | 3:2      | Turun Pyrkivä        |
| Vaasan PS             | 2:3      | Haka Valkeakoski     |
| Kuopion Pallotoverit  | 2:4      | IF Drott             |
| Helsingin Pallo-Pojat | 1:5      | Kuopion PS           |
| Kokkolan Jymy         | 0:3      | Kronohagens IF       |
| HJK Helsinki          | 3:5      | Helsingin Palloseura |

## Viertelfinale
|                 | Ergebnis |                      |
| --------------- | -------- | -------------------- |
| Iirot Rauma     | 3:1      | Turku PS             |
| Gamlakarleby BK | 1:2      | Haka Valkeakoski     |
| IF Drott        | 3:1      | Kuopion PS           |
| Kronohagens IF  | 1:2      | Helsingin Palloseura |

## Halbfinale
|             | Ergebnis |                      |
| ----------- | -------- | -------------------- |
| Iirot Rauma | 1:4      | Haka Valkeakoski     |
| IF Drott    | 1:2      | Helsingin Palloseura |

## Finale
| Paarung          | Haka Valkeakoski – Helsingin Palloseura |
| Ergebnis         | 5:1 (3:0) |
| Datum            | 20. November 1955 |
| Stadion          | Olympiastadion, Helsinki |
| Zuschauer        | 3.021 |
| Tore             | Für Haka Valkeakoski: 0 Pentti Rautiainen, Erik Kinnunen, Kalle Kinnunen, Juhani Peltonen Für Helsingin Palloseura: Kai Pahlmann                                                   |
| Haka Valkeakoski | Olavi Leskinen – Väinö Pajunen, Antti Nieminen – Aimo Pulkkinen, Esko Valkama, Veijo Valtonen, Valter Heinonen – Kalle Kinnunen, Erkki Kinnunen, Veikko Asikainen, Juhani Peltonen |